# Асен Диамандиев
Вижте пояснителната страница за други личности с името Диамандиев.
Асен Димитров Диамандиев е български музикант, композитор, музикален теоретик, музикален педагог и хоров диригент, основател на второто висше училище за музика в България – Академията за музикално и танцово изкуство в Пловдив и първи ректор на академията, сред първите създатели на солфежната школа в страната, автор на множество учебни пособия и учебници по солфеж, член на Съюза на българските композитори.

## Биография
Роден е на 16 ноември 1915 г. в Пловдив. През 1936 г. Асен Диамандиев се явява на приемни изпити за теоретичния отдел на Държавната музикална академия в София. От появилите се 25 кандидати са приети 15, той е класиран дванадесети по успех след успешно издържаните изпити по пеене, пиано, цигулка, проверка на музикалността, пеене на прима виста и музикална литература. Като студент Асен Диамандиев е разпределен в класовете на проф. Иван Цибулка и проф. Тодор Въжаров, а след това при проф. Камен Попдимитров. Освен тях преподаватели в Академията са му били едни от най-изтъкнатите педагози – проф. Димитър Ненов – пиано, проф. Никола Атанасов (солфеж и хармония), проф. Веселин Стоянов (музикални форми и оркестрация).
След дипломирането си Асен Диамандиев се връща в родния си град и става диригент на Пловдивското певческо дружество. След като получава сериозната подкрепа на Ангел Букорещлиев и на дългогодишните му сътрудници Никола Янев, Асен Диамандиев поема състава и допринася извънредно много за превръщането му в една от най-значимите хорови формации в страната. Още през 1946 г., мъжкият хор и воденият от Иван Пеев женски хор се сливат в смесен под художественото ръководство на Асен Диамандиев. През 1948 г. съставът е обявен за представителен хор на Пловдив. Още тогава Асен Диамандиев полага много грижи за музикалната култура на хористите, като организира курсове по солфеж и вокална постановка. В продължение на двадесет години, като ръководител на певческо дружество (1946 – 1958), той изгражда богат репертоар и дирижира стотици концерти.
Едновременно с работата му като диригент, интересите на Асен Диамандиев се насочват към българския фолклор, който намира израз във всички сфери на неговата многообразна музикална дейност, става причина през 1948 г. да създаде в Пловдив първия в България професионален ансамбъл за народни песни и танци, включващ смесен хор, танцова група и оркестър от народни инструменти.
През 1946 г. Асен Диамандиев започва работа като щатен преподавател в създаденото предишната година в Пловдив второ в България музикално училище. Така той става един от първите създатели на този основен за града музикален институт заедно с личности като Трендафил Миланов, проф. Иван Пеев, Ангел Букорешлиев, Аврам Литман и др. В новосъздаденото музикално училище той активно подпомага директора Трендафил Миланов в организационното изграждане на училищната база и учебни програми. Когато след пет години Трендафил Миланов поема ръководството на Интерната за даровити деца и юноши музиканти в София, неговото място заема Асен Диамандиев, който ръководи Пловдивското училище за музикално и танцово изкуство от 1951 г. до 1967 г. Друга значима инициатива на Асен Диамандиев като директор на музикалното училище в Пловдив са ежегодните концерти на Пловдивската филхармония, в които като солисти участват най-изявените ученици.
Независимо от голямата си ангажираност като директор, а също и като диригент на Певческото дружество и на Народния ансамбъл, Асен Диамандиев отделя много време и енергия на преподавателската дейност. Часовете му по солфеж се превръщат в лаборатория, в която той и проф. Иван Пеев, вече преподавател в Софийската консерватория, разработва нова система за овладяване на солфежната техника и за цялостното развитие на музикалните способности на учениците.
Още през 1952 г. Асен Диамандиев замисля в Пловдив да бъде създадено второто в България висше училище за музика. Подкрепа за тази своя идея той получава от водещи музиканти, като акад. Петко Стайнов и акад. Андрей Стоянов, от тогавашното ръководство на БДК в София в лицето на ректора проф.Владимир Аврамов и зам. ректора проф. Димитър Сагаев, от проф. Любомир Пипков, Марин Големинов, Веселин Стоянов и др. Така на 5 октомври 1964 г. в Пловдив се открива филиал на Българската държавна консерватория, а от 1972 г. училището е автономно. Носи името Академията за музикално, танцово и изобразително изкуство.
Като музикален педагог Асен Диамандиев е създател на множество учебно–методически пособия по солфеж. Основното, което ги прави и до днес приложими и полезни, е извеждането на всяка теоретична постановка от музикалната практика, без сухо теоретизиране. Сред най-известните са осемте части в съавторство с Иван Пеев и Здравко Манолов „Начални солфежи“ за детските музикални школи и средни музикални училища, които отдавна са се превърнали в класика в методиката на обучението по солфеж. Поколения български музиканти усвояват основите на музикалната теория чрез тези многократно преиздавани пособия. „Начални солфежи“ са съставени като цикъл от осем части на принципа от простото към сложното, чрез постепенно натрупване на нови знания и умения в областта на солфежа и елементарната теория на музиката.
На 31 януари 2019 г. с решение на Народното събрание Академията за музикално, танцово и изобразително изкуство в Пловдив е преименувана в чест на проф. Асен Диамандиев.

## Избрани произведения
За симфоничен оркестър
- - „Концертино“ за цигулка и оркестър (1983)
  - „Музика за оркестър“ (1989)

Камерна музика
- „Малка сюита за флейта, обой, китара, виолончело, бонгос“ (1988)
- „Родопски миниатюр за струнен оркестър“ (1967)
- „Прозорецът“ (1990)
- „Трио за флейта, кларинет и фагот“ (1978)
- „Музика за трима“ за ударни (1983)
- „Музика за пиано, кларинет и ударни“ (1992)
- „Пиеса за два тромпета и барабан“ (1990)
- „Концертино за цигулка и пиано“ (1983)
- „Скерцо за пиано на четири ръце (1976)
- „Три импресии“ (1987)

Вокална музика
- „Седем песни за флейта, глас и виолончело“, т. Асен Диамандиев и др. (1995)
- множество обработки на народни песни
- естрадни песни

## Учебно-методически пособия
- Музикални диктовки на народностна основа. Тригласни. Първа, втора и трета част в съавторство с Иван Пеев, С., Наука и изкуство, 1952
- Двугласни, тригласни и четиригласни солфежи, в съавторство с Иван Пеев, С., Наука и изкуство, 1955, 1966
- Начални солфежи – части I-VIII, в съавторство с Иван Пеев и Здравко Манолов, С., Наука и изкуство, първо издание 1960, преиздавани от 1962 до 2000 от С., Музика
- Технически упражнения за овладяване на интервалите, Наука и изкуство, С., 1967, 1973, Музика, 1980
- итмични упражнения по солфеж, С., Наука и изкуство, 1964, 1966, Музика 1976, 1987
- Полифонични солфежи в съавторство с Дора Славчева, С., Музика, 1981
- Ритъм и интонация. Студии за пиано. СБК, Творчески фонд 1992
- Вокализи за народни певици и певци. С, Наука и изкуство, 1974